# Wermsdorf
Wermsdorf – miejscowość i gmina w Niemczech, w kraju związkowym Saksonia, w okręgu administracyjnym Lipsk, w powiecie Nordsachsen.
W miejscowym zamku Hubertusburg urodził się królewicz polski, książę saski i biskup katolicki Klemens Wacław Wettyn.

## Współpraca
Miejscowości partnerskie:
- Gronau (Leine), Dolna Saksonia
- Ljutomer, Słowenia
- Stockach, Badenia-Wirtembergia